# Моштјењица
Моштјењица (слч. Moštenica) насељено је мјесто са административним статусом сеоске општине (слч. obec) у округу Банска Бистрица, у Банскобистричком крају, Словачка Република.

## Становништво
| Година:    | 1994. | 2004.    | 2014.    | 2024.    |
| ---------- | ----- | -------- | -------- | -------- |
| Број људи: | 160   | 189      | 215      | 241      |
| Разлика:   |       | +18,12 % | +13,75 % | +12,09 % |

| Година:    | 2023. | 2024.   |
| ---------- | ----- | ------- |
| Број људи: | 232   | 241     |
| Разлика:   |       | +3,87 % |

Према подацима о броју становника из 2011. године насеље је имало 214 становника.